# Кознига-Цопе (Тревизо)
Кознига-Цопе је насеље у Италији у округу Тревизо, региону Венето.
Према процени из 2011. у насељу је живело 2456 становника. Насеље се налази на надморској висини од 43 м.